# Bythoprotus
Bythoprotus är ett släkte av skalbaggar. Bythoprotus ingår i familjen plattnosbaggar.
Kladogram enligt Catalogue of Life:
| Bythoprotus | \| \| Bythoprotus lineatus \| \| \| \| |
|             | \| \| Bythoprotus lineatus \| \| \| \| |
|             | Bythoprotus lineatus                   |
|             |                                        |